# Niederbayern TV Landshut
Niederbayern TV Landshut ist ein privater, bayerischer Lokalsender, der aus dem Vorgänger Isar TV (bis  1. Juli 2013 Regionalfernsehen Landshut) hervorgegangen ist. Er bedient die Stadt und den Landkreis Landshut mit regional wichtigen Informationen und Nachrichten, ebenso den Nachbarlandkreis Dingolfing-Landau und Teile der Landkreise Rottal-Inn, Kelheim, Erding und Freising.
Der Vor-Vorgängersender Regionalfernsehen Landshut nahm am 15. Oktober 1989 seinen Betrieb auf und gehörte damit zu den ältesten Regionalsendern in Deutschland.
Niederbayern TV Landshut strahlt rund um die Uhr auf seinem eigenen Kabelkanal (K9) aus. Ab 18:00 Uhr beginnt das aktuelle Programm, das eine Dauer von einer Stunde hat und dann in Rotation stündlich wiederholt wird. Sendeschwerpunkte sind Berichte aus dem Sendegebiet, der Region Landshut (Stadt und Landkreis), Dingolfing, Moosburg und Mainburg. Die technische Reichweite des Senders beträgt mehr als 250.000 Personen. Ab 2006 gab es kurzzeitig die Möglichkeit, das Programm als Livestream im Internet zu verfolgen (über die RFL-Homepage), dieses Angebot wurde jedoch 2009 zugunsten eines umfangreichen Onlinearchivs auf den Senderwebseiten eingestellt. Dieses wurde am 12. Juli 2013 zuletzt mit neuen Material beliefert.
Aktuell steht auf der Homepage auch wieder ein Livestream zur Verfügung.

## Sendungen
Von 18:00 Uhr bis 18:30 sendet Isar TV im Kabelverbreitungsgebiet auch über das Fernsehfenster auf RTL. In dieser Zeit werden vor allem kurze Berichte aus der Region und die Nachrichten des Tages ausgestrahlt. Von 18:30 bis 19:00 Uhr laufen die Niederbayernmagazine, die gemeinsam mit den anderen niederbayerischen Regionalsendern produziert werden. Diese Magazine beschäftigen sich mit überregionalen Themen im Bezirk Niederbayern und haben jeden Tag ein anderes Schwerpunktthema. Hierbei geht es um Sport, Jugend, Wirtschaft und Kultur. Am Freitag wird das Magazin Niederbayern ausgestrahlt, das die wichtigsten Nachrichten aus ganz Niederbayern zusammenfasst. Darüber hinaus werden in unregelmäßigen Abständen zwischen 18:45 Uhr und 19:00 Uhr Servicesendungen zu Themen wie Gesundheit, Familie, Finanzen und Immobilien oder Rechts- und Steuertipps gesendet. Dabei werden die entsprechenden Niederbayernmagazine verkürzt gezeigt. Von 19:00 bis 24:00 Uhr und von 0:00 Uhr bis 16:30 Uhr wird das Programm im stündlichen Rhythmus wiederholt. Von 16:30 Uhr bis 18:00 Uhr sendet ISAR TV das Gemeinschaftsprogramm von TV Bayern, der Vermarktungsgesellschaft aller 16 bayerischen Regionalsender. Dabei werden überwiegend Dauerwerbesendungen gezeigt. In unregelmäßigen Abständen produziert TV Bayern eigene Magazine wie Plenum TV mit Informationen zu den Sitzungen des Bayerischen Landtags, außerdem wird im TV-Bayern-Fenster auch das Magazin Wirtschaftstreff Bayern gezeigt, das 14-täglich von München TV produziert wird. Am Wochenende sendet Isar TV nicht auf RTL. Auf dem eigenen Kabelkanal werden die Niederbayernmagazine wiederholt und die Nachrichten aus der Region in einem Wochenrückblick zusammengefasst. Sonntags wird außerdem das ökumenische Kirchenmagazin Kirche in Bayern gesendet.

## Geschichte

### RFL bis 1. Juli 2013

Letztes Logo unter dem Namen RFL

Bereits im Jahr 1980 begann Hans Walter Wabbel mit der Produktion von Regionalnachrichten aus Freising auf Video. Diese stellte er leihweise den Einwohnern zur Verfügung. Im Jahr 1982 ging Freising im Bild als erster deutscher Regionalsender auf Sendung unter der Leitung von Chefredakteur Fred Fuggenthaler, der als verantwortlicher Sendeleiter auch die Neue Medien Agentur gründete und bis heute für TV-Marketing und Werbung zuständig ist. www.neuemedienagnetur.de 1986 gründete Wabbel zusammen mit Norbert Haimerl das Regionalfernsehen Rosenheim und schließlich 1989 das Regionalfernsehen Landshut. So entstand die Gruppe Regional Fernsehen in Bayern. In den 1990er Jahren gehörten außerdem Sender in München (RFM), Ingolstadt (RFI), Regensburg (RFRe) und Nürnberg (RFN) zu der Sendergruppe. In diesen Gebieten entwickelten sich aber konkurrierende Sender, wie das Münchner Stadtfernsehen tvm, so dass sich die GRF Mitte der 1990er auf die Sender in Rosenheim und Landshut konzentrierte. 2009 zog sich Hans Walter Wabbel als Gesellschafter zurück und verkaufte seine Anteile an den bisherigen Geschäftsführer Norbert Haimerl. Dieser wiederum verkaufte den Sender 2013 an die Niederbayern TV Programm- und Werbegesellschaft des Zeitungsverlegers Martin Balle, die bereits zuvor 23 % an RFL hielt. Dieser Deal sorgte schließlich deutschlandweit für Aufsehen, weil er ohne Zustimmung der zuständigen Landesmedienanstalt, der Bayerischen Landeszentrale für Neue Medien (BLM), stattgefunden hat und einige Medienräte eine zu hohe Medienkonzentration in der Region Landshut und in ganz Niederbayern befürchteten. Balle ist der Verleger der Zeitungsgruppe Straubinger Tagblatt/Landshuter Zeitung und bereits an dem Deggendorfer Regionalfernsehen „Donau TV“, dem Regensburger Fernsehsender „TVAktuell“, dem Straubinger Radiosender „Radio AWN“ und dem Landshuter Lokalradio „Radio Trausnitz“, sowie an Radio Galaxy Landshut beteiligt. Daraufhin entzog die BLM der Regionalfernsehen Landshut Programmanbieter GmbH die Sendelizenz und hat diese neu ausgeschrieben. Balle wiederum belastete in mehreren Interviews den BLM-Präsidenten Schneider und gab bekannt, dass von seiner Seite kein Zweifel an der Rechtskräftigkeit der Senderübernahme von RFL bestand.

### Isar TV

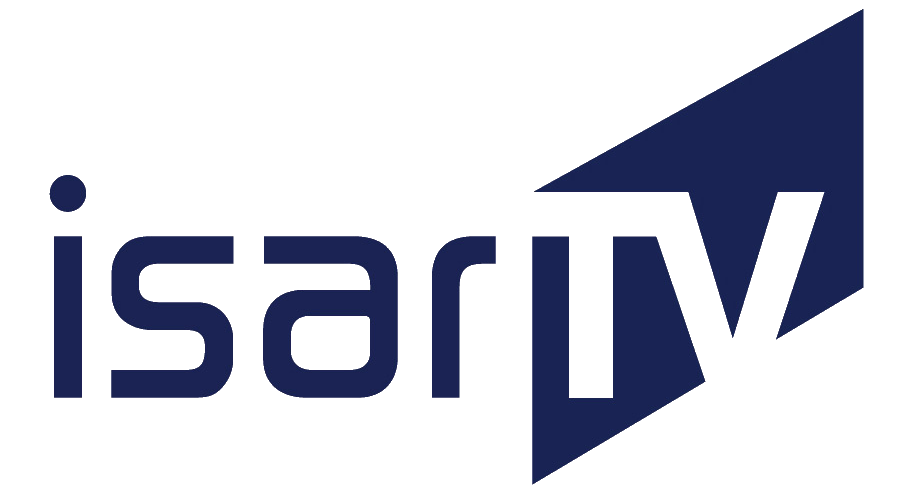
Logo als Isar TV

Am 13. Juni 2013 entschied der Medienrat der Bayerischen Landeszentrale für Neue Medien die Sendelizenz für das Ballungsraumfernsehen in der Region 13 (Großraum Landshut) für die Dauer von zunächst 8 Jahren an die Regionalfernsehen Landshut GmbH und ihre Partner zu vergeben. Voraussetzung dafür ist, dass die Radio AWN Landshut GmbH, die sich zu 100 % in Besitz der Familie Balle befindet, auf ihr Stimmrecht bei Radio Trausnitz und Radio Galaxy Landshut verzichtet. Der Sender RFL wurde zum 1. Juli 2013 in „Isar TV“ (in Anlehnung an den Schwestersender „Donau TV“) umbenannt. Der Mitbewerber „Landshut-TV“ hat rechtliche Schritte gegen die Vergabepraxis geprüft.

#### Gesellschafter
Gesellschafterverteilung bis 31. Dezember 2012:
Gruppe Regional Fernsehen in Bayern (Norbert Haimerl) 77 %
Niederbayern TV Programm- und Werbegesellschaft (idowa Mediengruppe) 23 %
Gesellschafter der Regionalfernsehen Landshut Programmanbieter GmbH seit 1. Januar 2013:
Niederbayern TV Programm- und Werbegesellschaft mbH 100 %

#### Isar TV seit 1. Juli 2013
Am 1. Juli 2013 nahm der neue Sender Isar TV seinen Betrieb auf. Die RFL GmbH, die nun zu 100 % in Besitz der Niederbayern TV GmbH ist, gründete gemeinsam mit ihren Partnern dazu die Isar TV Regionalfernsehen GmbH. Sowohl das gesamte Personal, als auch zunächst die Programmgestaltung von RFL wurden nahtlos übernommen. Nur das Senderlogo änderte sich. Weitere Änderungen im Programmablauf wurden für September 2013 angekündigt, dann sollte auch die neue Senderhomepage www.isar-tv.com online gehen.
Mit Verzögerung sendet der Sender nun seit November 2013 in neuem Design und mit leicht geänderten Programmformaten, nachdem er von seinem bisherigen Stammstudio auf der Mühleninsel in das Nebengebäude des City Center Landshut umgezogen ist. Die neue Senderhomepage ging am 3. Dezember 2013 online.

### Niederbayern TV Landshut
Mittlerweile firmiert der Sender als Niederbayern TV Landshut, mit der Niederbayern TV Landshut GmbH als Eigentümer.